# Goh King Chin
Goh King Chin (chinesisch 吴景进, Pinyin Wú Jǐngjìn, Gô͘ Kéng-chìn; auch: Pehin Goh, geb. 1. Januar 1943) ist ein bruneiischer Adliger und Geschäftsmann. Er ist Han-Chinese und man vermutet, dass er Multimillionär ist. Er ist bekannt für seine philanthropischen Aktivitäten. Er ist Managing Director der Goh Hock Kee (GHK) Group of Companies, zu welcher die Firmen GHK Motors, GHK Auto Assembly und MBA Insurance gehören. Außerdem dient er als Berater der Hokkien-Association, der Chung Hwa Middle School in Bandar Seri Begawan, und für den Tutong District. Er war auch Deputy Chairman der mittlerweile aufgelösten Brunei Times.

## Leben

### Jugend und Karriere
Goh wurde am 1. Januar 1943 im Tutong District geboren und besuchte zunächst das Sultan Omar Ali Saifuddien College. Er erhielt seinen Abschluss 1964 zusammen mit dem späteren Sultan Hassanal Bolkiah und mit Abu Bakar Apong. Er gründete ein sehr profitables Fahrzeugimportunternehmen und gab seine ursprüngliche Position bei der Zollbehörde der Regierung von Brunei nach sechs Jahren auf. Sein Unternehmen, GHK Motors, wurde der führende Anbieter von gebrauchten Autos. Er handelte zunächst mit überholten Gebrauchtwagen, vor allem mit kontinentalen Modellen aus Europa, den Vereinigten Staaten und einigen japanischen Automodellen.
Anfangs arbeitete er nur mit einem einzigen Mechaniker zusammen. Durch großen Fleiß erarbeitete sich GHK Motors in nur drei Jahren einen guten Ruf als Lieferant von „Qualitäts-Gebrauchtwagen“ und Goh entschloss sich, auch neue Automobile zu verkaufen.
Anfang 1973 gewährte der japanische Autobauer Daihatsu Goh die Vertriebsrechte für Brunei. Seine Firma Brunei spielte in den folgenden sechs Jahren eine treibende Rolle im bruneiischen Automarkt. Goh erweiterte jedoch beständig sein Angebot und 1979 erwarb er die Rechte für Mitsubishi.

### Politische Karriere
Pehin Goh wurde am 6. September 2004 als Mitglied des Legislativrats (LegCo) ernannt, wo er zunächst bis zum 15. März 2011 Mitglied war, bevor er am 1. Juni 2011 wiederernannt wurde. Während seiner Tätigkeit im Legislativrat nahm er häufig an Konferenzen für das Asia Pacific Parliamentary Forum (APPF) und die ASEAN Inter-Parliamentary Assembly (AIPA, Interparlamentarische Versammlung der ASEAN) teil. In einem Treffen des Legislativrats 2016 bekräftigte Goh die politische Philosophie des Melayu Islam Beraja (MIB) von Brunei. Weiterhin führte er aus, dass das Land Schwierigkeiten wegen den gefallenen Ölpreis habe.

#### Arbeitskräftemangel
Obwohl in Brunei bis zu 7.000 Menschen arbeitslos sind, ist der Mangel an Arbeitskräften ein weiteres Hindernis für das Wachstum der Industrie des Landes. Eine verstärkte nationale Kompetenzentwicklung ist nach Ansicht von Pehin Goh ein Ansatz, um die Arbeitslosigkeit zu senken und gleichzeitig die heimische Fertigungsindustrie anzukurbeln. Dies erklärte er in einer Rede vor dem Legislativrat Mitte März 2011: „Angesichts der begrenzten Zahl von Arbeitssuchenden, die der öffentliche Sektor aufnehmen kann, ist es wichtig, dass Anstrengungen unternommen werden, um den Arbeitskräftebedarf der Privatsektoren zu decken, welche die Regierung fördern möchte.“

#### Staatenlosigkeit
Als bekannter Unterstützer der chinesisch-bruneiischen Gemeinschaft schlug Pehin Goh dem Innenminister Abu Bakar Apong vor, die Gesetze zur Staatsbürgerschaft zum 12. März 2016 zu ändern. Sein Plan sah vor allem die Einbürgerung älterer „Staatenloser“ vor, die schon in Brunei geboren worden waren. Darüber hinaus wies er darauf hin, dass vor der Unabhängigkeit jeder Bürger Bruneis einen britischen Pass besaß; Doch nach der Unabhängigkeit erhielten nur Menschen malaiischer Abstammung die Staatsbürgerschaft. Der Minister erklärte, dass der Brunei Nationality Act 1961 vor der Unabhängigkeit Bruneis im Jahr 1984 verabschiedet worden war, und, dass Chins Argumente nichts mit dem eigentlichen Gesetzestext zu tun hätten und dass Chinesisch-Bruneier während der Unabhängigkeitsperiode die Möglichkeit gehabt hätten, ein verkürztes Einbürgerungsverfahren zu beantragen.
Zuvor unterstützten Staatenlose in Brunei das Argument, wonach sie bei Auslandsreisen in einer misslichen Lage waren und aufgrund ihres Status kein Eigentum (Grundstücke) erwerben konnten.

## Familie
Pehin Goh ist verheiratet mit Datin Chang Nyuk Kee. Mit ihr hat er den Sohn Jack Goh, welcher mittlerweile Direktor von GHK Motors ist. Der Neffe Wu Chun ist ein internationaler Unternehmer und Künstler.
In seinem Heim in Kampong Sungai Besar veranstaltet Pehin Goh oft Feiern zum Chinesisches Neujahrsfest.
Während der COVID-19-Pandemie in Brunei gehörte Pehin Goh zu den ersten älteren Bürgern, welche die erste Impfung erhielt.

## Ehrungen
Goh wurde am 22. April 2004 mit dem Manteri-Titel Yang Berhormat (The Honourable) Pehin Kapitan Lela Diraja ausgezeichnet. Außerdem erhielt er die folgenden Ehrungen:
- Order of Seri Paduka Mahkota Brunei 2. Klasse (DPMB) – Dato Paduka (15. Juli 2006);[18] 3. Klasse (SMB)
- Sultan Hassanal Bolkiah Medal (PHBS; 15. Juli 2006)[19]
- Meritorious Service Medal (PJK)